# Milo FC
Der Milo Football Club de Kankan, auch bekannt als Milo FC, ist ein 1976 gegründeter guineischer Fußballverein aus Kankan. Aktuell spielt der Verein in der ersten Liga.

## Erfolge
- Guineischer Meister: 2023/24
- Guineischer Zweitligameister: 2020/21  ▲
- Guineischer Zweitligavizemeister: 2016/17  ▲

## Stadion
Seine Heimspiele trägt der Verein im Stade M'Balou Mady Diakité GLAO in Kankan aus. Das Stadion hat ein Fassungsvermögen von 2000 Personen.